# Fabian Dmowski
Fabian Dmowski (ur. 15 czerwca 1934 w Księżopolu) – pułkownik, funkcjonariusz Służby Bezpieczeństwa, dyrektor Departamentu I MSW.

## Życiorys
Syn Kazimierza i Konstancji. W Zarządzie Miejskim ZMP Węgrowie od 1951 r. pełnił funkcję instruktora, był też przewodniczącym tegoż Zarządu. W 1952 r. rozpoczął pracę w Szkolno-Harcerskim Powiatowym Zarządzie ZMP w Węgrowie na stanowisku kierownika. W 1953 r. został kierownikiem Domu Książki w Węgrowie.
Służbę w organach bezpieczeństwa państwa rozpoczął 1 kwietnia 1959 r. na stanowisku oficera operacyjnego Wydziału VII Departamentu II Ministerstwa Spraw Wewnętrznych. 10 października 1964 r., już jako starszy oficer operacyjny, przeszedł do służby w Wydziale VI Departamentu I MSW. 
W listopadzie 1962 r. został skierowany do Szkoły Oficerskiej Służby Bezpieczeństwa w Departamencie Kadr i Szkolenia MSW, którą ukończył w październiku 1963 r. W celu dalszego podnoszenia kwalifikacji zawodowych został skierowany w październiku 1963 r. na kurs w zakresie prowadzenia czynności dochodzeniowych w Departamencie II MSW. W grudniu 1964 r. został skierowany na roczny kurs Departamentu I, który ukończył w listopadzie 1965 r. 17 września 1966 r. wyjechał służbowo na placówkę we Francji. Od września 1966 do sierpnia 1971 r. służył jako oficer operacyjny rezydentury w Paryżu ps. „Didier”, oficjalnie był tam zatrudniony jako II sekretarz, następnie I sekretarz ds. prasowych Ambasady PRL w Paryżu.
Stopniowo awansował, 1 grudnia 1971 został zastępcą naczelnika Wydziału VI, a 1 stycznia 1973 naczelnikiem tego wydziału. W lutym 1972 r. został skierowany na placówkę do Włoch. Był również delegowany służbowo na placówki w NRD, Węgrzech, Belgii oraz Związku Radzieckim. Od lipca 1975 do maja 1980 r. służył jako rezydent w Rzymie ps. „Canto”, oficjalnie jako radca Ambasady PRL w Rzymie.
1 czerwca 1980 r. został zastępcą dyrektora Departamentu I, 1 stycznia 1981 r. został dyrektorem tego departamentu. Funkcję dyrektora pełnił do 26 września 1983 r., został przekazany do dyspozycji dyrektora Departamentu Kadr MSW. 31 lipca 1986 r. został zwolniony ze służby. W 1987 r. został zatrudniony na stanowisku dyrektora Departamentu Współpracy z Zagranicą w Urzędzie Postępu Naukowo-Technicznego i Wdrożeń.

## Ordery i odznaczenia
Był odznaczony: 
- Krzyżem Oficerskim Orderu Odrodzenia Polski,
- Krzyżem Kawalerskim Orderu Odrodzenia Polski,
- Srebrnym Krzyżem Zasługi,
- Srebrnym Medalem „Za zasługi dla obronności kraju”,
- Brązowym Medalem „Za zasługi dla obronności kraju”,
- Medalem 30-lecia Polski Ludowej,
- Odznaką „10 Lat w Służbie Narodu”,
- Złotą Odznaką „Za zasługi w ochronie porządku publicznego”,
- Srebrną Odznaką „Za zasługi w ochronie porządku publicznego”,
- Brązową Odznaką „Za zasługi w ochronie porządku publicznego”,
- Srebrną Odznaką „W Służbie Narodu”.

## Awanse
- 1959 – plutonowy,
- 1960 – podporucznik,
- 1962 – porucznik,
- 1966 – kapitan,
- 1970 – major,
- 1973 – podpułkownik,
- 1977 – pułkownik.